# 광복홍콩, 시대혁명

"광복홍콩, 시대혁명"이라는 표어가 쓰여진 기

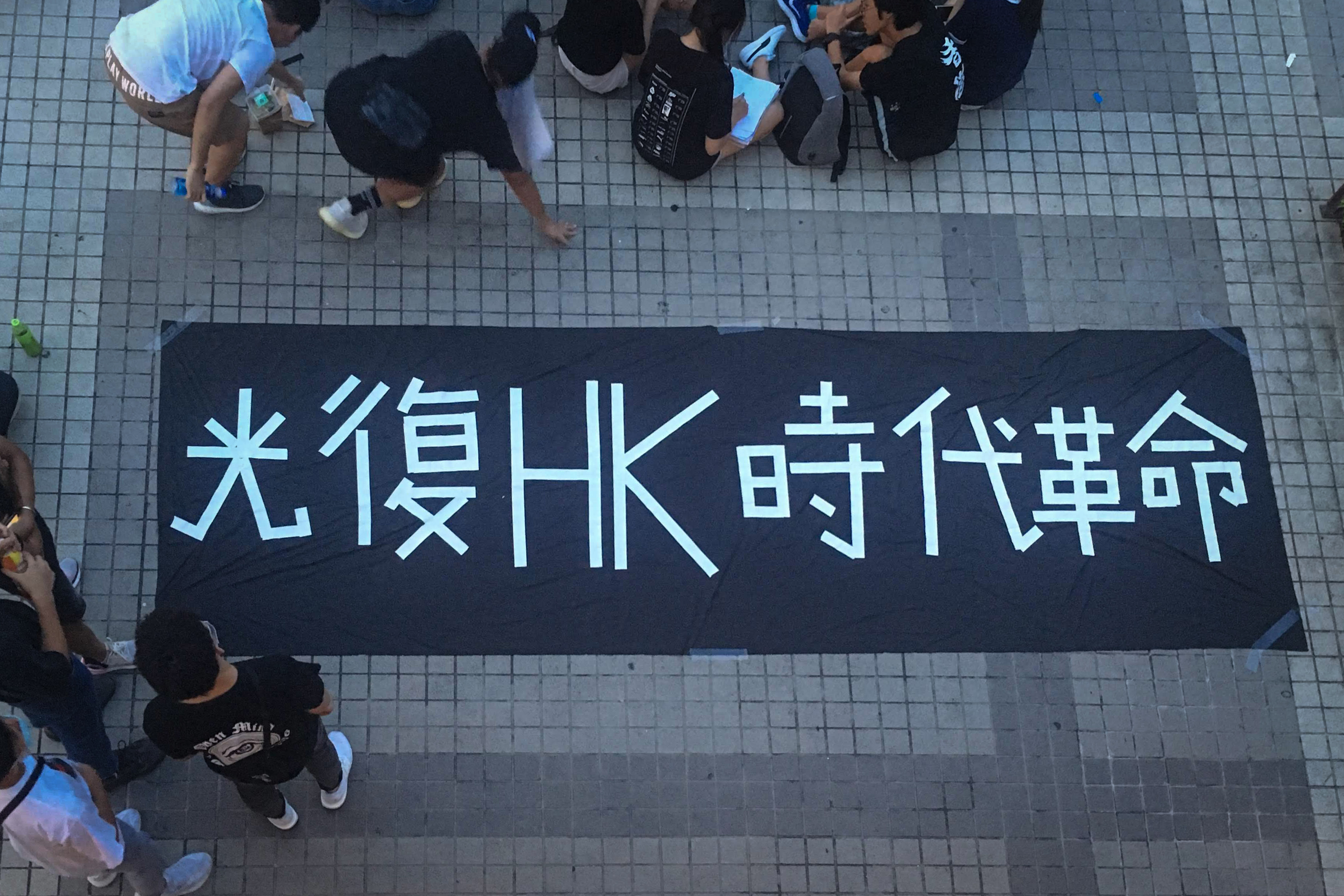
2019년 8월 홍콩 시위 현장에 내걸린 "광복홍콩, 시대혁명" 현수막

광복홍콩, 시대혁명(중국어 간체자: 光复香港，时代革命, 정체자: 光復香港，時代革命, 병음: Guāngfù Xiānggǎng, shídài gémìng 광푸샹강, 스다이거밍[*], 광둥어: Gwong1fuk6 Hoeng1gong2, si4doi6 gaak3ming6 궝푹헝공, 시도이각밍, 영어: Liberate Hong Kong, revolution of our times 리버레이트 홍콩, 레볼루션 오브 아워 타임스[*])은 2019년 홍콩 시위의 주요 구호이다. "홍콩을 광복하자, 이 시대의 혁명이다" 또는 "홍콩에 광복을, 혁명의 시대를"이라는 뜻이다.
2019년 8월 인간띠 시위에서 사용되었다. 중국 공산당 정부에서는 이 구호가 "일국양제 원칙의 한계선에 다다랐다"며 강경 대응을 천명하였다.
홍콩 출신 하스스톤 프로게이머 Blitzchung이 2019년 10월 7일 하스스톤 그랜드 마스터즈 대회에 출전하여 방송 인터뷰에서 이 구호를 외치는 사건이 일어났다. 액티비전 블리자드 측에서는 블리츠청에 대해 중징계를 했다.

## 같이 보기
- 2014년 홍콩 시위
- 흑양자형기